# TouchWiz
TouchWiz és una interfície tàctil desenvolupada per Samsung amb els seus socis. De vegades és confós amb un sistema operatiu, però no ho és. TouchWiz és utilitzat internament per Samsung per a telèfons amb funcions sofisticades (smartphones) i tauletes, i no està disponible per a la concessió de llicències de terceres parts.
L'última versió de TouchWiz és la 6.0, denominada TouchWiz Nature UX 3.0 i llançada juntament amb el Samsung Galaxy S5.
Apple va prendre accions legals contra la companyia, ja que va al·legar que s'assemblava molt la versió 4.0 de TouchWiz, continguda en els models Galaxy S i Galaxy Tab, amb la interfície del seu sistema iOS.
TouchWiz s'utilitza tant per al sistema operatiu propietari de la mateixa Samsung com a telèfons basats en Android i Bada.
Es va descobrir un bug que en determinades versions de TouchWiz permetia esborrar tot el contingut del dispositiu, afegint un enllaç en una pàgina web o enviant un SMS, però va ser posteriorment corregit per la companyia en un pegat.

## Telèfons amb Touchwiz

### Propietari
- Samsung Galaxy Trend Plus
- Samsung Galaxy Trend
- Samsung Champ
- Samsung Jet
- Samsung Preston
- Samsung Solstice[3]
- Samsung Corby[4]
- Samsung GenoA
- Samsung Star (touchwiz 1.0)
- Samsung Star II (touchwiz 3.0)
- Samsung Tocco
- Samsung Ultra Touch
- Samsung Blue Earth
- Samsung Munti
- Samsung Flight 2
- samsung star tv (TouchWiz 1.0)
- Samsung Beat Mix

### Bada
- Samsung Wave 575 (TouchWiz 3.0)
- Samsung Wave S8500
- Samsung Wave II S8530
- Samsung Wave 723 (TouchWiz 3.0)
- Samsung Wave 525 (TouchWiz 3.0)
- Samsung Wave I
- Samsung Wave 3 (TouchWiz 4.0)

### Windows Mobile
- Samsung Omnia
- Samsung Omnia II

### Symbian
- Samsung i8910

### Android

#### Telèfons intel·ligents
- Samsung Galaxy Trend Plus
- Samsung Galaxy Trend
- Samsung Behold II
- Samsung Illusion SCH-I110 (TouchWiz 3.0)
- Samsung Infuse 4G (TouchWiz 3.0)[5]
- Samsung Rugbi Smart (TouchWiz 3.0)
- Samsung Droid Charge
- Samsung Galaxy Xat (TouchWiz UX Nature)
- Samsung Galaxy Gio (TouchWiz 3.0)
- Samsung Galaxy Fit (TouchWiz 3.0)
- Samsung Galaxy Mini (TouchWiz 3.0)
- Samsung Galaxy Mini 2 (TouchWiz 4.0)
- Samsung Galaxy 3 (TouchWiz 3.0)
- Samsung Galaxy 5 (TouchWiz 3.0)
- Samsung Captivate Glide (TouchWiz 4.0)
- Samsung Gravity Smart
- Samsung Exhibit II 4G (TouchWiz 4.0)
- Samsung Galaxy I (TouchWiz 4.0)
- Samsung Galaxy W (TouchWiz 4.0)
- Samsung Galaxy R (TouchWiz 4.0)
- Samsung Galaxy Ace (TouchWiz 3.0 / TouchWiz 4.0 algunes actualitzacions)
- Samsung Galaxy Ace Plus (TouchWiz 4.0)
- Samsung Galaxy Ace 2 (TouchWiz 4.0)
- Samsung Galaxy Pro (TouchWiz UI v3.0)
- Samsung Galaxy Proclaim (TouchWiz 3.0 Lite)
- Samsung Galaxy Pocket (TouchWiz 3.0 Lite)
- Samsung Galaxy Pocket Neo (TouchWiz Nature UX)
- Samsung Galaxy Pocket Plus (TouchWiz Nature UX)
- Samsung Galaxy Young (TouchWiz Nature UX)
- Samsung Galaxy Fame (TouchWiz Nature UX)
- Samsung Galaxy S (TouchWiz 3.0)
- Samsung Galaxy S Blaze 4G (TouchWiz 4.0)
- Samsung Galaxy S Captivate (TouchWiz 4.0)
- Samsung Galaxy S Duos (TouchWiz 4.0)
- Samsung Galaxy SL I9003 (TouchWiz 3.0 / TouchWiz 4.0)
- Samsung Galaxy S Plus (TouchWiz 3.0 / TouchWiz 4.0)
- Samsung Galaxy S Advance (TouchWiz 4.0 / TouchWiz Nature UX)
- Samsung Galaxy S II (TouchWiz 4.0 / TouchWiz Nature UX)
- Samsung Galaxy S III (TouchWiz Nature UX)
- Samsung Galaxy S III Mini (TouchWiz Nature UX)
- Samsung Galaxy S4 (TouchWiz Nature UX 2.0)
- Samsung Galaxy S4 Mini (TouchWiz Nature UX 2.0)
- Samusng Galaxy Premier (TouchWiz Nature UX)
- Samsung Galaxy Grand (TouchWiz Nature UX)
- Samsung Galaxy Express (TouchWiz Nature UX)
- T-Mobile Samsung Galaxy Light (TouchWiz Nature UX 2.0)

#### Phablets
- Samsung Galaxy Note I (TouchWiz 4.0 / TouchWiz Nature UX)
- Samsung Galaxy Note II (TouchWiz Nature UX)
- Samsung Galaxy Note II LTE
- Samsung Galaxy Note III LTE (Setembre 2013)

#### Tablets
- Samsung Galaxy Tab P1000 (TouchWiz 3.0)
- Samsung Galaxy Tab 7.0 Plus] (TouchWiz UX)
- Samsung Galaxy Tab 2 P3100, P5100 (TouchWiz UX Nature)
- Samsung Galaxy Tab 7.7 (TouchWiz UX)
- Samsung Galaxy Tab 8.9 (TouchWiz UX)
- Samsung Galaxy Tab 10.1 (TouchWiz UX)
- Samsung Galaxy Note 10.1 (TouchWiz UX)